# Pennedepie
Pennedepie är en kommun i departementet Calvados i regionen Normandie i norra Frankrike. Kommunen ligger i kantonen Honfleur som ligger i arrondissementet Lisieux. År 2022 hade Pennedepie 317 invånare.

## Befolkningsutveckling
Antalet invånare i kommunen Pennedepie
Referens:INSEE